# Smultronträd
Smultronträd (Arbutus unedo) är en art i familjen ljungväxter och förekommer naturligt i västra Europa,  Medelhavsområdet och på Kanarieöarna. 
Arten når i nordväst Irland, i syd Marocko, Algeriet och Tunisien samt i öst Ukraina, Turkiet och Syrien. Populationen på Kanarieöarna antas vara introducerad. Ursprungliga bestånd växer i kulliga områden och i bergstrakter mellan 700 och 1000 meter över havet. Exemplaren är utformade som små träd eller buskar. De ingår i buskskogar, i öppna skogar eller de växer i öppna landskap där marken bildas av kalksten eller sandsten. De öppna skogarna domineras ofta av stenek.
Smultronträdet blommar oftast i augusti och frukternas utveckling varar i 12 månader. Därför förekommer blommor och frukter samtidig. Den bärlika frukten kallas medron. Flera olika djur livnär sig på medron under vintern.
Orange frukter på träd upp till 10 m höjd, används vid tillverkning av sylt, drycker och likör. Trädets blad och bark brukades tidigare för garvning men denna användning blev ovanlig. Olika delar av smultronträdet har enligt den traditionella medicinen läkande egenskaper. Trädet som med sina rötter skapar en fast grund används för att återskapa skogar. Det kan även uthärda bränder och luftföroreningar. Från artens trä skapas olika föremål som mortel, sked, skål och musikinstrument. I Irland brukas trä från smultronträdet som träkol.
Populationerna hotas bland annat av intensivt skogsbruk och bränder. Hela beståndet betraktas som stabil. IUCN listar arten som livskraftig (LC).

## Övrigt
Smultronträd finns med i Madrids stadsvapen.

## Galleri

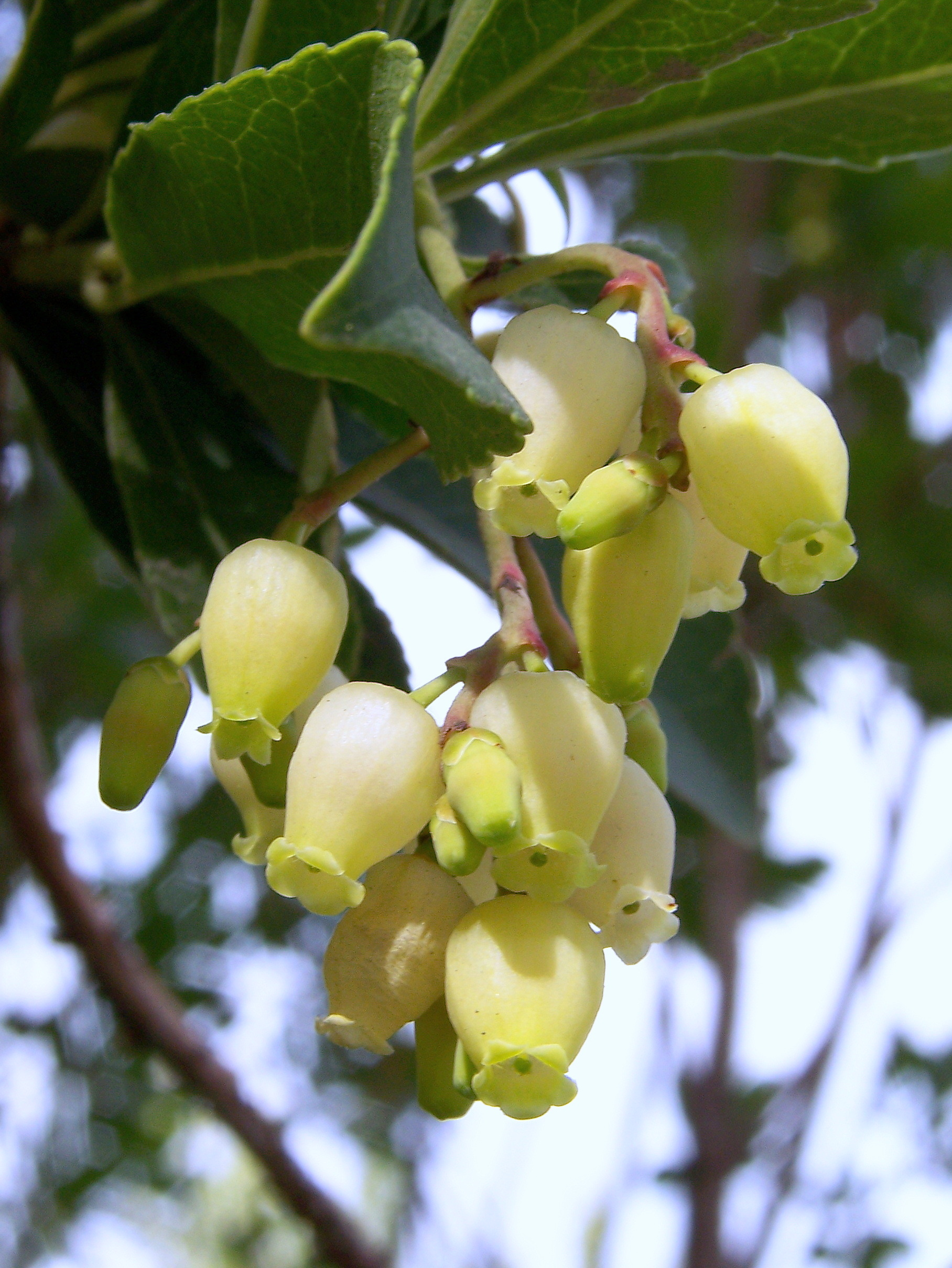
Blommor
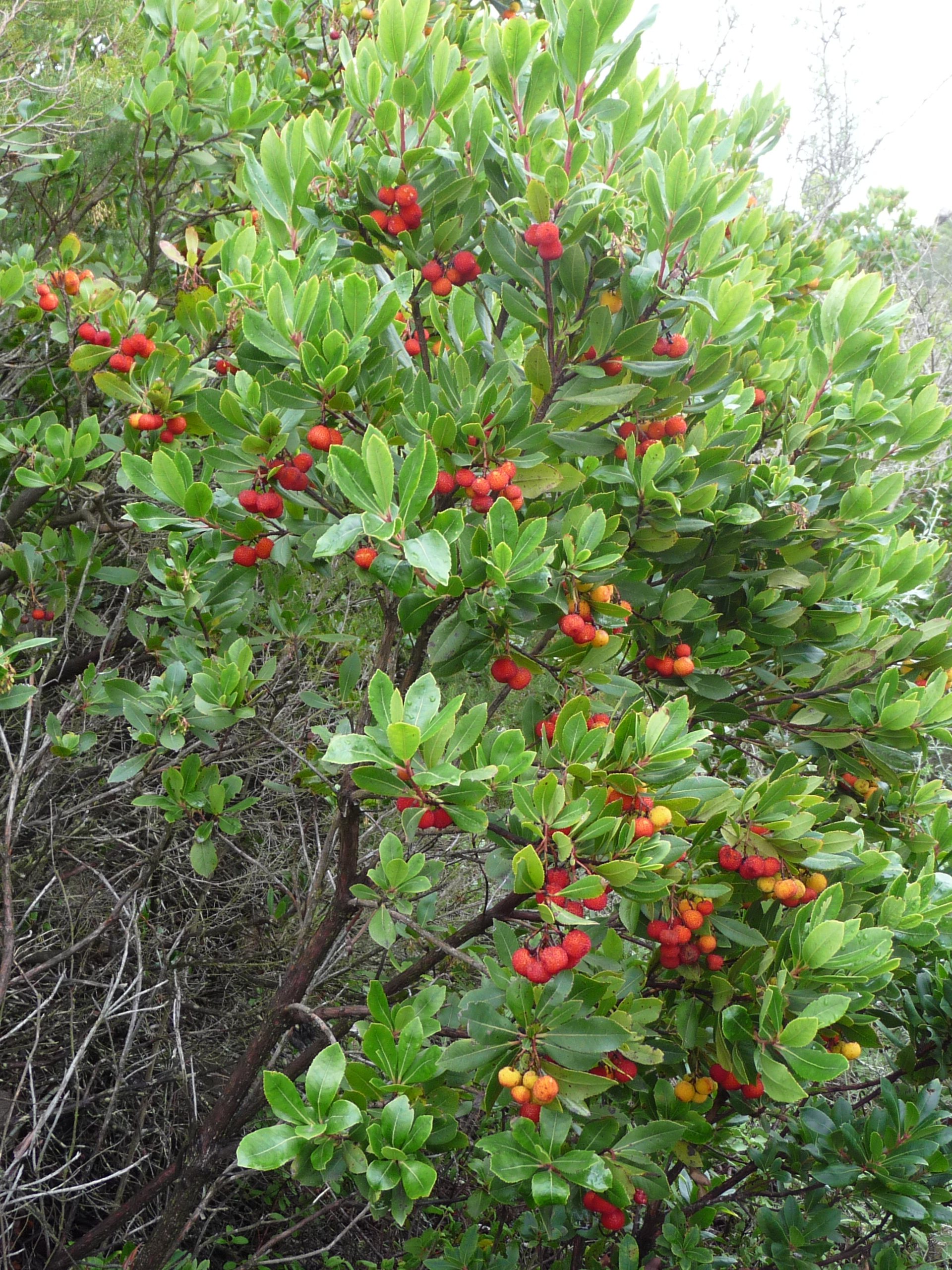
Frukter
Madrids stadsvapen med madroño (smultronträd)